# Škoda T 11
Škoda T 11 – typ czechosłowackiego trolejbusu, który powstał w latach 60. XX wieku w ramach unifikacji pojazdów miejskiego transportu publicznego. Nadwozia wytwarzano w zakładach Karosa, a wyposażenie elektryczne produkowała firma Škoda Ostrov.

## Konstrukcja
W pierwszej połowie lat 60. XX wieku pojawiły się pierwsze pomysły na unifikację pojazdów miejskiego transportu publicznego. W zakładach Karosa z Vysokiego Mýta prowadzono prace nad autobusem ŠM 11, na którego konstrukcji oparto później trolejbus T 11. W ramach unifikacji karoserie i podwozia dla autobusów i trolejbusów miały być wytwarzane w Vysokim Mýcie, natomiast wyposażenie elektryczne Škoda dla trolejbusów miało być produkowane i montowane w Ostrovie.
T 11 to dwuosiowy trolejbus o nadwoziu samonośnym. Boczne ściany nadwozia pokrywa stalowe poszycie, natomiast dach obłożony jest blachą aluminiową. Po prawej stronie trolejbusu umieszczono troje drzwi składanych (przednie trzyczęściowe, środkowe i tylne czteroczęściowe).
W trolejbusach T 11 zamontowano zmodernizowane wyposażenie elektryczne pochodzące ze Škody 9Tr. Trolejbusy napędzane były jednym czterobiegunowym, szeregowym silnikiem o mocy 120 kW. Pojazdy wyposażono w hamulce pneumatyczne, elektrodynamiczne oraz ręczne postojowe.

## Dostawy
| Państwo        | Miasto/Zakład  | Lata dostaw    | Liczba | Numery taborowe    |       |
| -------------- | -------------- | -------------- | ------ | ------------------ | ----- |
| Czechosłowacja | Bratysława     | 1967           | 3      | 226–228            | [ 2 ] |
| Czechosłowacja | Pilzno         | 1966–1970      | 4      | 214, 219, 220, 248 | [ 3 ] |
| Czechosłowacja | Škoda Ostrov   | 1964           | 1      | –                  | [ 4 ] |
| Łączna liczba: | Łączna liczba: | Łączna liczba: | 8      |                    |       |

## Škoda ŠM 11/WPK
Škoda ŠM 11/WPK był prototypowym trolejbusem zbudowanym w 1976 r. przy współpracy Politechniki Gdańskiej i gdyńskiego przewoźnika. Wyposażony był w sterowanie impulsowe (tyrystorowe). Pojazd powstał, podobnie jak trolejbusy T 11, w oparciu o nadwozie autobusu Karosa ŠM 11. Nadwozie to, pochodzące z wycofanego z eksploatacji autobusu, wyremontowano we własnym zakresie w Gdyni. Trolejbus otrzymał numer taborowy 52446 i jeszcze w tym samym roku został zaprezentowany podczas Krajowego Zjazdu Komunikacji  Miejskiej w Gdańsku. 

## Galeria

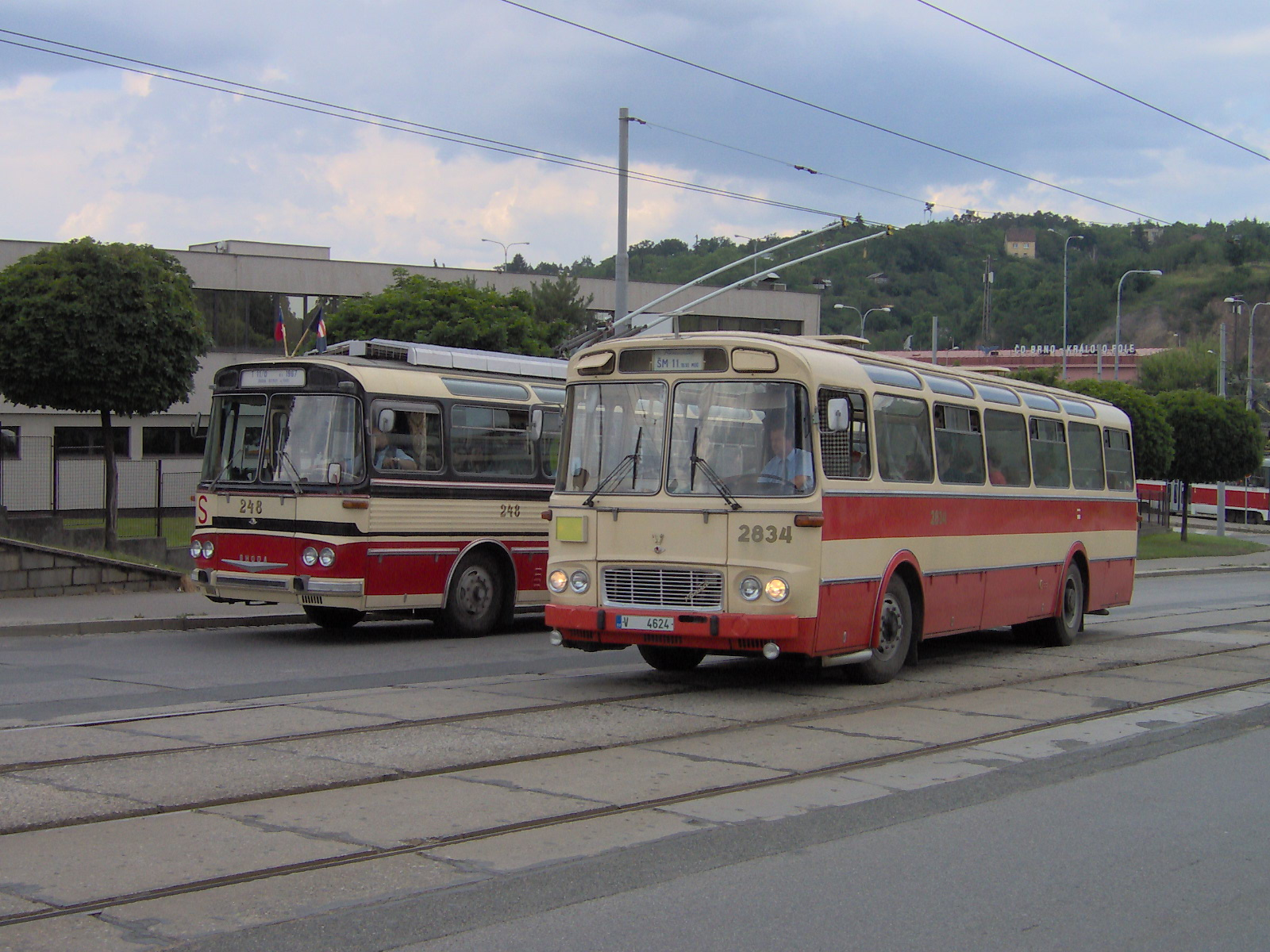
Škoda T 11 i Karosa ŠM 11
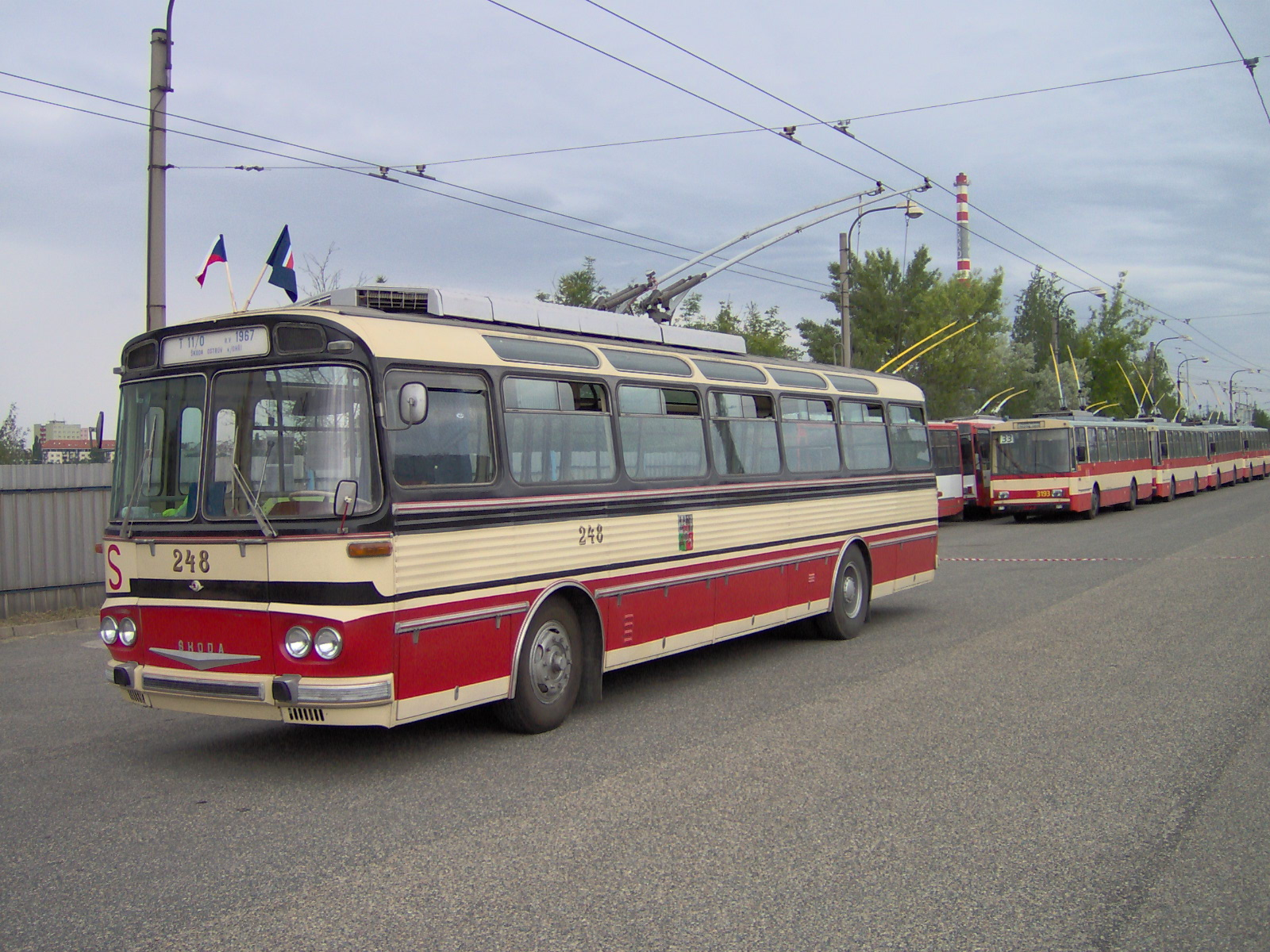
T 11 w brneńskiej zajezdni Slatina
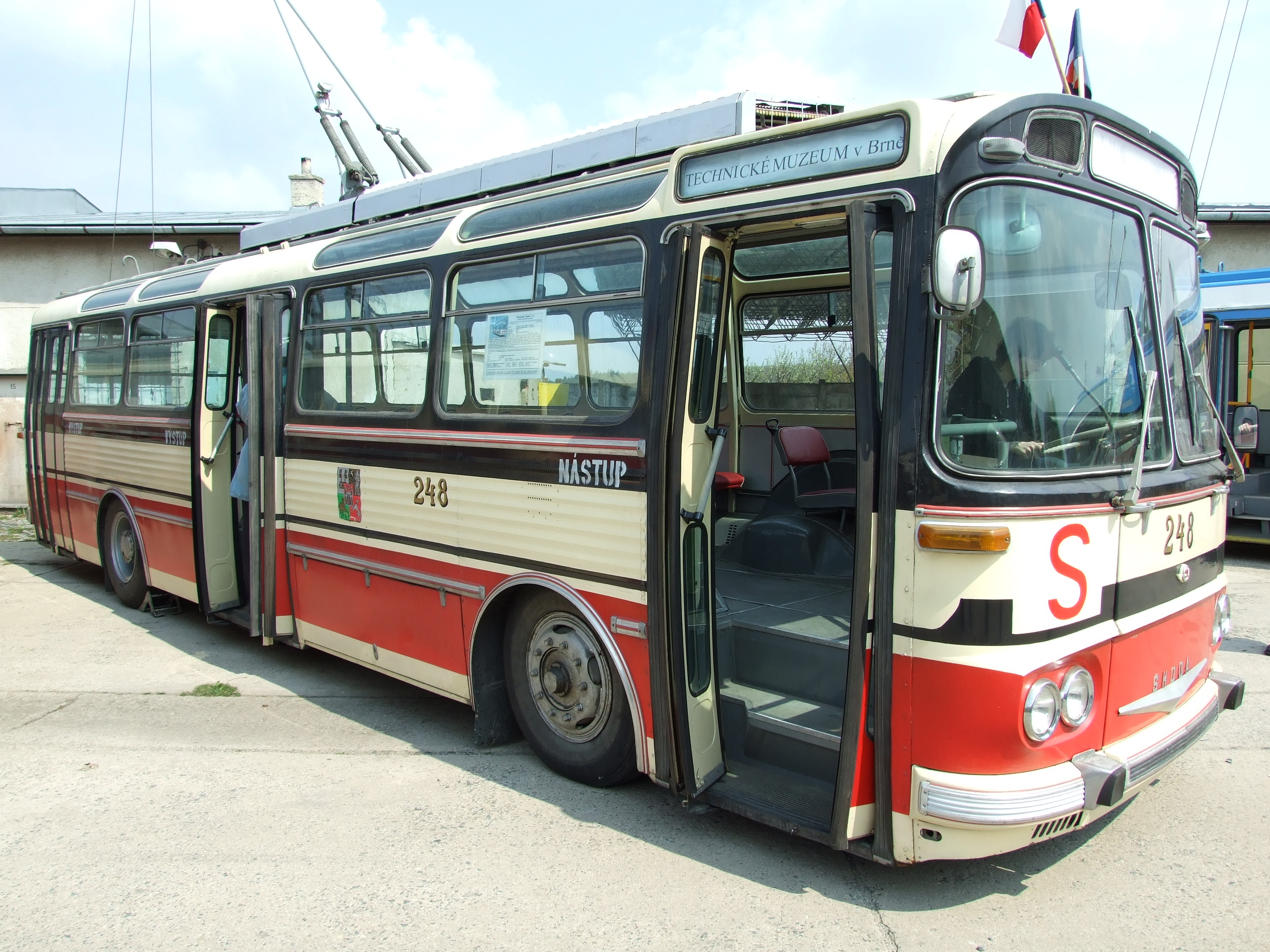
T 11 z otwartymi drzwiami
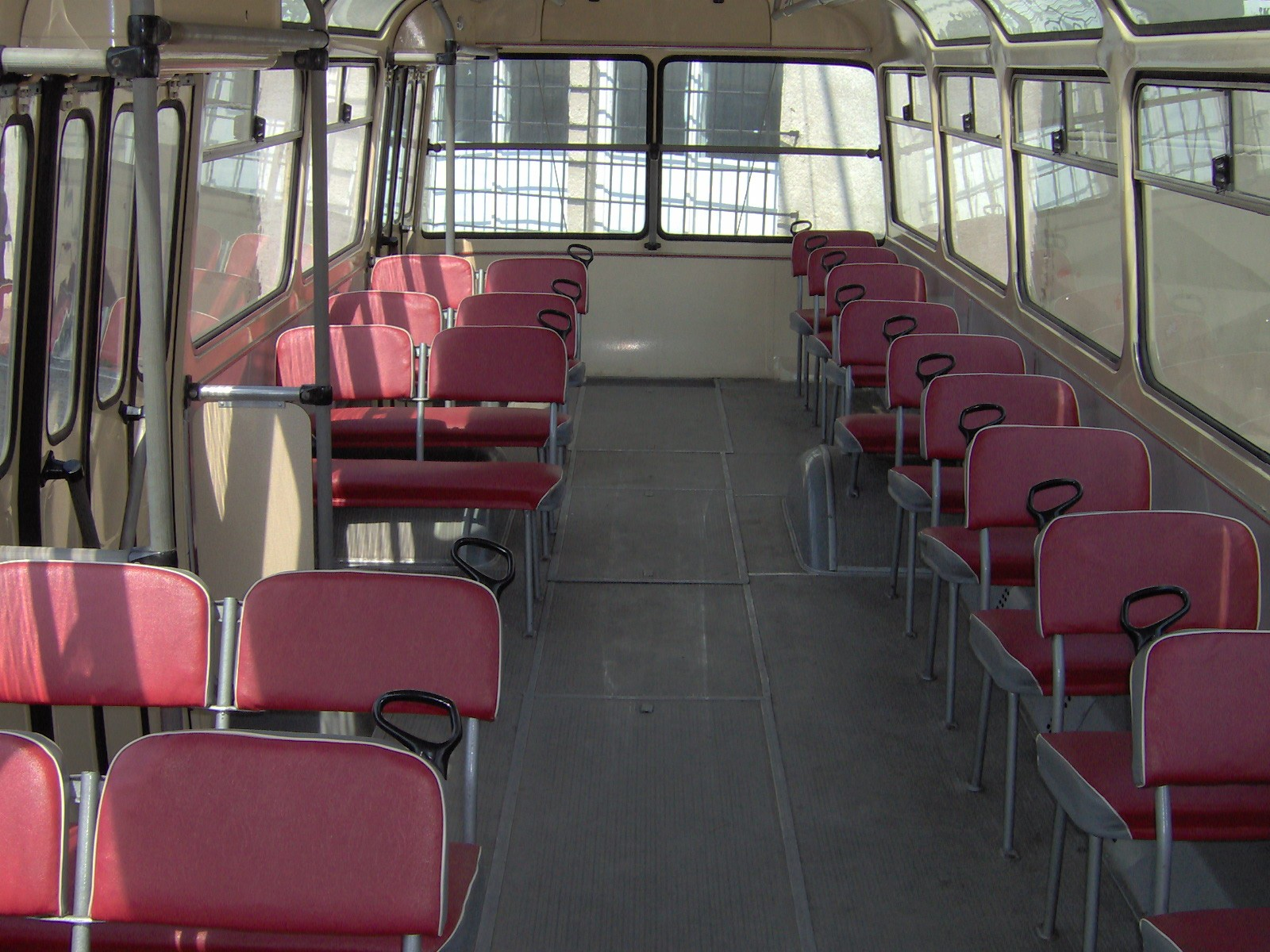
Wnętrze trolejbusu T 11